# 文第斯白鮭
文第斯白鮭，為輻鰭魚綱鮭形目鮭科的一種，為溫帶淡水魚，被IUCN列為瀕危保育類動物，分布於歐洲英格蘭巴森斯韋特湖、Derwentwater湖及蘇格蘭Castle、Mill湖流域，體長可達20公分，棲息在底中層水域，生活習性不明。